# 그랜드 테프트 오토: 차이나타운 워즈
《그랜드 테프트 오토 : 차이나타운 워즈》(영어: Grand Theft Auto: Chinatown Wars)는 록스타 노스, 록스타 리즈가 개발하고 록스타 게임스가 배급하는, NDS(닌텐도)/PSP/스마트폰 등 휴대기기에서 즐길수 있는 그랜드 테프트 오토 시리즈의 휴대용 게임기 버전이다.